# Rock Breakout Years: 1987
Rock Breakout Years: 1987 is het derde erkende verzamelalbum van de Amerikaanse glam metalband Poison. Het album, dat op 11 oktober 2005 door Madacy Records uitgebracht werd, bestaat uitsluitend uit nummers van hun eerste album, Look What the Cat Dragged In, die in een nieuw jasje gestoken zijn.

## Lijst van nummers
1. "Cry Tough" - 3:39
2. "I Want Action" - 3:05
3. "I Won't Forget You" - 3:34
4. "Play Dirty" - 4:04
5. "Look What the Cat Dragged In" - 3:08
6. "Talk Dirty to Me" - 3:43
7. "Want Some, Need Some" - 3:39
8. "Blame It on You" - 2:32
9. "#1 Bad Boy" - 3:14
10. "Let Me Go to the Show" - 2:45

Leden: Bret Michaels · C.C. DeVille · Bobby Dall · Rikki Rockett

Ex-leden: Blues Saraceno · Richie Kotzen · Matt Smith

Studioalbums: Look What the Cat Dragged In · Open up and say... ahh! · Flesh & Blood · Native Tongue · Crack a Smile... and More! · Power to the People · Hollyweird · Poison'd!

Compilaties: Poison's Greatest Hits: 1986-1996 · Poison - Rock Champions · Best of Ballads & Blues · Rock Breakout Years: 1987 · The Best of Poison: 20 Years of Rock · Great Big Hits: Live Bootleg

Livealbums: Swallow This Live · Seven days live